# アナコンダ3
『アナコンダ3』（Anaconda III）は、2008年のアメリカ合衆国のテレビ映画。

## あらすじ
巨大企業であるウェクセル・ホール社の秘密の研究施設で、女性生物学者のアマンダは生物の老化を抑制する謎の成分が含まれた『不死の蘭』を研究するため、2匹の巨大なアナコンダを飼育し実験を続けていた。
実験は予想以上の成果を生み、アナコンダ達は突然変異によって18mもの巨体へと成長していたが、査察に訪れたウェクセル・ホール社会長のマードックの些細なミスが原因で、『クイーン』と呼ばれる雌のアナコンダと、もう1匹の雄のアナコンダが実験用のケージから逃走、数人のスタッフを殺害した後、森に逃げ出してしまう。
アマンダと施設責任者のピンカスは2匹のアナコンダを捕獲するために、腕利きのハンターであるハーマットらと共に追跡を開始するが…

## キャスト
※括弧内は日本語吹き替え
- ハーマット - デヴィッド・ハッセルホフ（立川三貴）
- アマンダ - クリスタル・アレン（木下紗華）
- マードック - ジョン・リス＝デイヴィス（辻親八）
- グロズニー - アンソニー・グリーン（青木強）
- ニック - パトリック・レジス（竹田雅則）

※その他の日本語吹き替え：佐久田修／石津彩／木村雅史／藤井啓輔／荻野晴朗／白石充／田村健亮／若宮春奈

## 日本語版制作スタッフ
- 演出：伊達康将
- 字幕翻訳：岸田恵子
- 吹替翻訳：埜畑みづき
- 調整：TFCスタジオセンター
- 制作：東北新社